# マルクス主義の三つの源泉と三つの構成部分
マルクス主義の三つの源泉と三つの構成部分（マルクスしゅぎのみっつのげんせんとみっつのこうせいぶぶん、ロシア語: Три источника и три составных части марксизма）は、ウラジーミル・レーニンが1913年に著した論文。

## 概要
1913年にレーニンがクラクフ滞在中に執筆した論文で、ボリシェビキの合法啓蒙雑誌『プロスヴェシチェーニエ』（「啓蒙」の意）の、1913年3月にマルクス没後30年記念号として発行された第3号に「ヴェ・イ」の署名で掲載された。序論においてレーニンは、マルクス主義が人類の知識の集大成であるという主張の大枠を示し、続く三つの章ではそれぞれ哲学、経済学、社会主義理論を主題としてその継承と発展について論るじる内容となっている。
タイトルともなっているマルクス主義の三つの源泉と三つの構成部分について、レーニンはそれぞれドイツ哲学・イギリス経済学・フランス社会主義、唯物論哲学・剰余価値学説を基盤とする経済学・階級闘争の学説と定義している。これは、フリードリヒ・エンゲルスの『空想から科学への社会主義の発展』で規定された科学的社会主義の体系を詳細かつ明確に再定式化したものである。レーニンは、マルクスの学説は19世紀の哲学・経済学・社会主義の最も偉大な学説を直接受け継いでおり、それゆえに完全であるとしている。
同じくレーニンの著書である『カール・マルクス』と並んで、この論文はマルクス主義の理論書としては金科玉条視されてきた。この論文や『唯物論と経験批判論』『カール・マルクス』などのレーニンの著作の中では、マルクス主義哲学は弁証法的唯物論と史的唯物論に二分されており、弁証法的唯物論を社会と歴史に適用したものが史的唯物論であると定式化されている。マルクスの『ドイツ・イデオロギー』や『経済学・哲学草稿』が公刊されていない時期に書かれたそれらのレーニンによる見解は、のちにスターリン時代に神聖不可侵の公式とされていった。本文中および『カール・マルクス』の同趣旨の部分において、第三の構成部分である「フランス社会主義」については具体的な言及がなされていない。また、レーニンの規定に反して、実際にはマルクスは『資本論』においてフランス社会主義思想よりもオーウェンなどのイギリス社会主義思想家への言及を多く行い、資本主義への最初の理論的挑戦と評価している。